# Помпано-Біч
Помпано-Біч (англ. Pompano Beach, «Помпано пляж») — місто (англ. city) в США, в окрузі Бровард на південному сході штату Флорида, на узбережжі Атлантичного океану на Внутрішньобереговому водному шлясі. Помпано-Біч є північним передмістям Форт-Лодердейлу (за 13 км) та разом з ним передмістям Маямі (за 53 км). Населення — 112 046 осіб (2020). Помпано-Біч є частиною Південної Флоридської конурбації. Расовий склад: 51% білих, 29% чорних, 18% латинів, 1,3% азіатів.

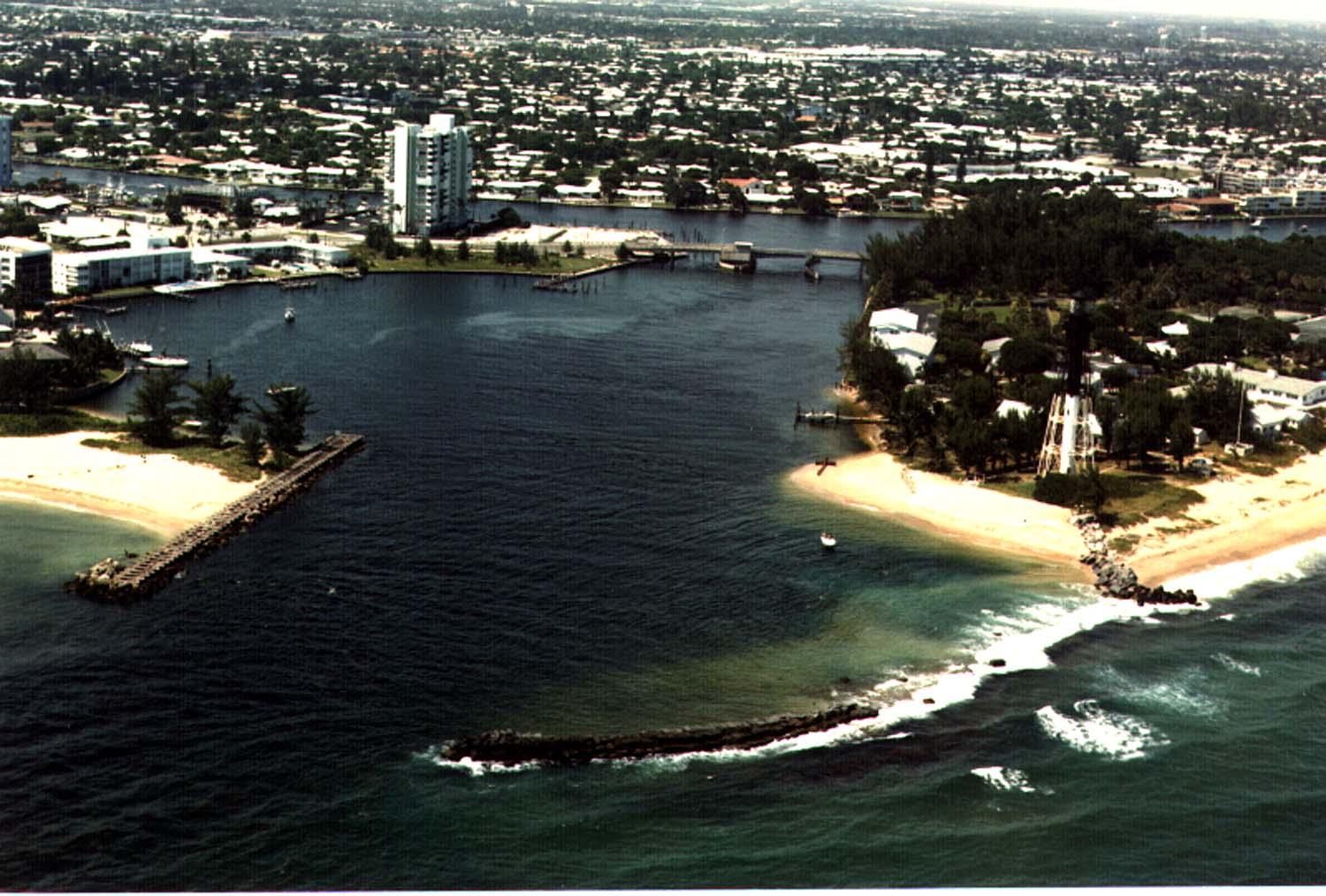
Вигляд Помпано-Біч зі сторони Атлантичного океану й Внутрішньоберегового водного шляху

Місто назване за видом місцевої риби окунеподібної сім'ї гостробоких Флоридської Помпано (Trachinotus carolinus). Місто засноване 1908 року під назвою Помпано, що утворилося з прокладенням залізниці. З приєднанням місцевості пляжів над океаном місто змінило назву на Помпано-Біч.

## Географія
Помпано-Біч розташоване за координатами 26°14′33″ пн. ш. 80°7′44″ зх. д. / 26.24250° пн. ш. 80.12889° зх. д. (26.242623, -80.128996).  За даними Бюро перепису населення США в 2010 році місто мало площу 65,81 км², з яких 62,17 км² — суходіл та 3,65 км² — водойми.

### Клімат
| Клімат : Помпано-Біч         | Клімат : Помпано-Біч | Клімат : Помпано-Біч | Клімат : Помпано-Біч | Клімат : Помпано-Біч | Клімат : Помпано-Біч | Клімат : Помпано-Біч | Клімат : Помпано-Біч | Клімат : Помпано-Біч | Клімат : Помпано-Біч | Клімат : Помпано-Біч | Клімат : Помпано-Біч | Клімат : Помпано-Біч | Клімат : Помпано-Біч |
| Показник                     | Січ.                 | Лют.                 | Бер.                 | Квіт.                | Трав.                | Черв.                | Лип.                 | Серп.                | Вер.                 | Жовт.                | Лист.                | Груд.                | Рік                  |
| Абсолютний максимум, °C      | 31,4                 | 33,9                 | 33,5                 | 37,2                 | 37,3                 | 41,7                 | 39,2                 | 37,6                 | 37,8                 | 36,2                 | 32,7                 | 31,9                 | 41,7                 |
| Середній максимум, °C        | 24,2                 | 24,6                 | 25,6                 | 27,6                 | 29,9                 | 32,1                 | 33,3                 | 33,2                 | 31,9                 | 29,7                 | 26,8                 | 24,7                 | 28,6                 |
| Середній мінімум, °C         | 13,4                 | 14,0                 | 15,8                 | 18,6                 | 21,0                 | 23,7                 | 24,3                 | 24,4                 | 23,8                 | 22,2                 | 17,8                 | 14,6                 | 19,4                 |
| Абсолютний мінімум, °C       | −2,8                 | −1                   | −1,4                 | 1,8                  | 4,6                  | 4,4                  | 11,6                 | 15,0                 | 10,6                 | 5,3                  | 0,2                  | −0,8                 | −2,8                 |
| ---------------------------- | -------------------- | -------------------- | -------------------- | -------------------- | -------------------- | -------------------- | -------------------- | -------------------- | -------------------- | -------------------- | -------------------- | -------------------- | -------------------- |
| Джерело: The Weather Channel |                      |                      |                      |                      |                      |                      |                      |                      |                      |                      |                      |                      |                      |

## Демографія
Згідно з переписом 2010 року, у місті мешкало 99 845 осіб у 42 182 домогосподарствах у складі 22 557 родин. Густота населення становила 1517 осіб/км².  Було 55885 помешкань (849/км²).
Расовий склад населення:
| - 62,6 % — білих - 28,9 % — чорних або афроамериканців - 1,3 % — азіатів - 0,3 % — корінних американців - 4,5 % — осіб інших рас |

До двох чи більше рас належало 2,4 %. Частка іспаномовних становила 17,5 % від усіх жителів.
За віковим діапазоном населення розподілялося таким чином: 18,3 % — особи молодші 18 років, 62,8 % — особи у віці 18—64 років, 18,9 % — особи у віці 65 років та старші. Медіана віку мешканця становила 42,7 року. На 100 осіб жіночої статі у місті припадало 104,3 чоловіків;  на 100 жінок у віці від 18 років та старших — 104,3 чоловіків також старших 18 років.
Середній дохід на одне домашнє господарство  становив 57 815 доларів США (медіана — 41 321), а середній дохід на одну сім'ю — 64 390 доларів (медіана — 46 495). Медіана доходів становила 36 426 доларів для чоловіків та 31 903 долари для жінок. За межею бідності перебувало 23,4 % осіб, у тому числі 39,0 % дітей у віці до 18 років та 14,2 % осіб у віці 65 років та старших.
Цивільне працевлаштоване населення становило 44 817 осіб. Основні галузі зайнятості: освіта, охорона здоров'я та соціальна допомога — 15,4 %, роздрібна торгівля — 14,7 %, науковці, спеціалісти, менеджери — 13,8 %.